# ملعب إيدروتسباركن
ملعب إيدروتسباركن (بالإنجليزية: Idrottsparken)‏ هو ملعب كرة قدم متعدد الأغراض يقع في السويد، يتسع لـ 17234 متفرج.

## التاريخ
افتتح الملعب في 1903. تم تجديده في 2009.

## أهم الأحداث التي استضافها
- كأس العالم لكرة القدم 1958
- كأس الأمم الأوروبية 1992